# Монголоникс
Монголоникс (лат. Mongolonyx) — род крупных мезонихид времён среднего-позднего эоцена. Окаменелости обнаружены в Китае. Известны два вида.

## Видовой состав
- Монголоникс длинночелюстной (M. dolichognathus) — принадлежит к формации Ирдын Манга. Найдена нижняя челюсть и фрагмент верхней челюсти.
- Монголоникс массивный (M. robustus) — более архаичный вид. Известен по плохо сохранившемуся черепу (почти без зубов, без дорсальной части, но зато с нижней челюстью).